# 제임스 매디오

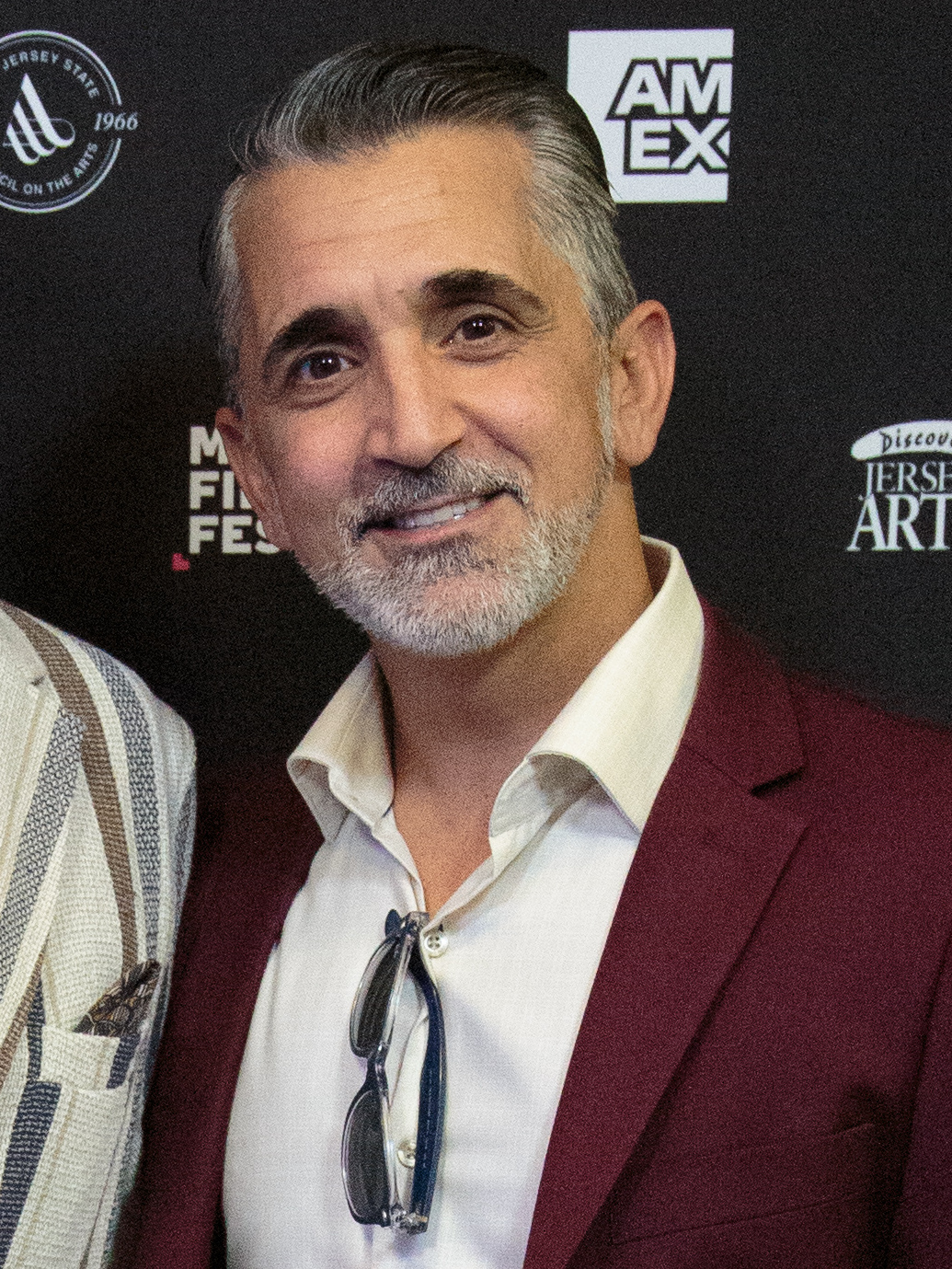

제임스 매디오(James Madio, 1975년 11월 22일 ~ )는 미국의 배우이다.
브롱크스에서 태어났다.

## 출연 작품
- 위크 (2015년)
- 저지 보이즈 (2014년)
- 노 갓, 노 마스터 (2012년)
- 쥬피터 스타쉽 (2012년) - 나단 역
- 애플박스 (2011년) - 제임스 브론슨 역
- 데저트 레인 (2011년)
- 리브 (2011년)
- 러브 라이즈 블리딩 (2008년) - 버니 역
- 위험한 독신녀 2 (2005년)
- 샤크 (2004년)
- 퀸즈 슈프림 (2003년)
- 바스켓볼 다이어리 (1995년)
- 맥 (1992년)
- 리틀 빅 히어로 (1992년)
- 후크 (1991년)

### 텔레비전
- 밴드 오브 브라더스 (2001년) - Sgt. 프랭크 퍼콘트 역